# Eduard Buchner
Eduard Buchner (ur. 20 maja 1860 w Monachium, zm. 13 sierpnia 1917 w Fokszanach) – niemiecki profesor chemii na uniwersytetach w Kolonii, Tybindze, Berlinie, Wrocławiu i Würzburgu, prowadzący badania dotyczące związków cyklicznych, laureat Nagrody Nobla w dziedzinie chemii w roku 1907 za badania w zakresie biochemii, w tym przede wszystkim za odkrycie fermentacji zachodzącej bez udziału sił witalnych.

## Życiorys

### Dzieciństwo i młodość
Ojcem Eduarda Buchnera był lekarz, profesor medycyny sądowej, Ernst Buchner (zm. 1872), a matką Friederike Martin. Miał brata, starszego o 10 lat (Hans Buchner, 1850–1902, w przyszłości bakteriolog).
Ojciec przewidywał, że Eduard zajmie się handlem. Po wczesnej śmierci ojca brat umożliwił mu ukończenie szkoły średniej (Maximilian Gymnasium w Monachium). Po krótkich studiach na Uniwersytecie Technicznym w Monachium, w laboratorium chemicznym Emila Erlenmayera, pracował w fabryce konserw (rodzina miała trudną sytuację materialną). W tym okresie przeniósł się do Mombach koło Moguncji. W roku 1884 zamieszkał w Monachium i skoncentrował na naukach podstawowych, głównie chemii pod kierownictwem Adolfa von Baeyera (Nagroda Nobla z 1905) i botaniki (fizjologia roślin) pod kierownictwem Karla Nägeliego. 
Z pomocą brata – później znanego bakteriologa – przygotował swoją pierwszą publikację na temat wpływu tlenu na fermentację (Der Einfluss des Sauerstoffs auf Gärungen, 1885). W czasie badań w zakresie chemii organicznej otrzymywał pomoc i zachęty od Theodora Curtiusa i Hansa von Pechmanna, wówczas asystentów Adolfa von Baeyera na Uniwersytecie Monachijskim. Kontynuowanie studiów umożliwiło mu uzyskanie trzyletniego stypendium naukowego. Po krótkim pobycie w laboratorium Otto Fischera w Erlangen (T. Curtius kierował tam wówczas wydziałem analitycznym) Buchner wrócił do Monachium. 

### Okres 1888–1917
Na Uniwersytecie Monachijskim w roku 1888 otrzymał stopień doktora. W następnych latach został zatrudniony w laboratorium chemii organicznej na stanowisku zastępcy asystenta A. von Baeyera, a wkrótce zastępcy wykładowcy i wykładowcy (1891).

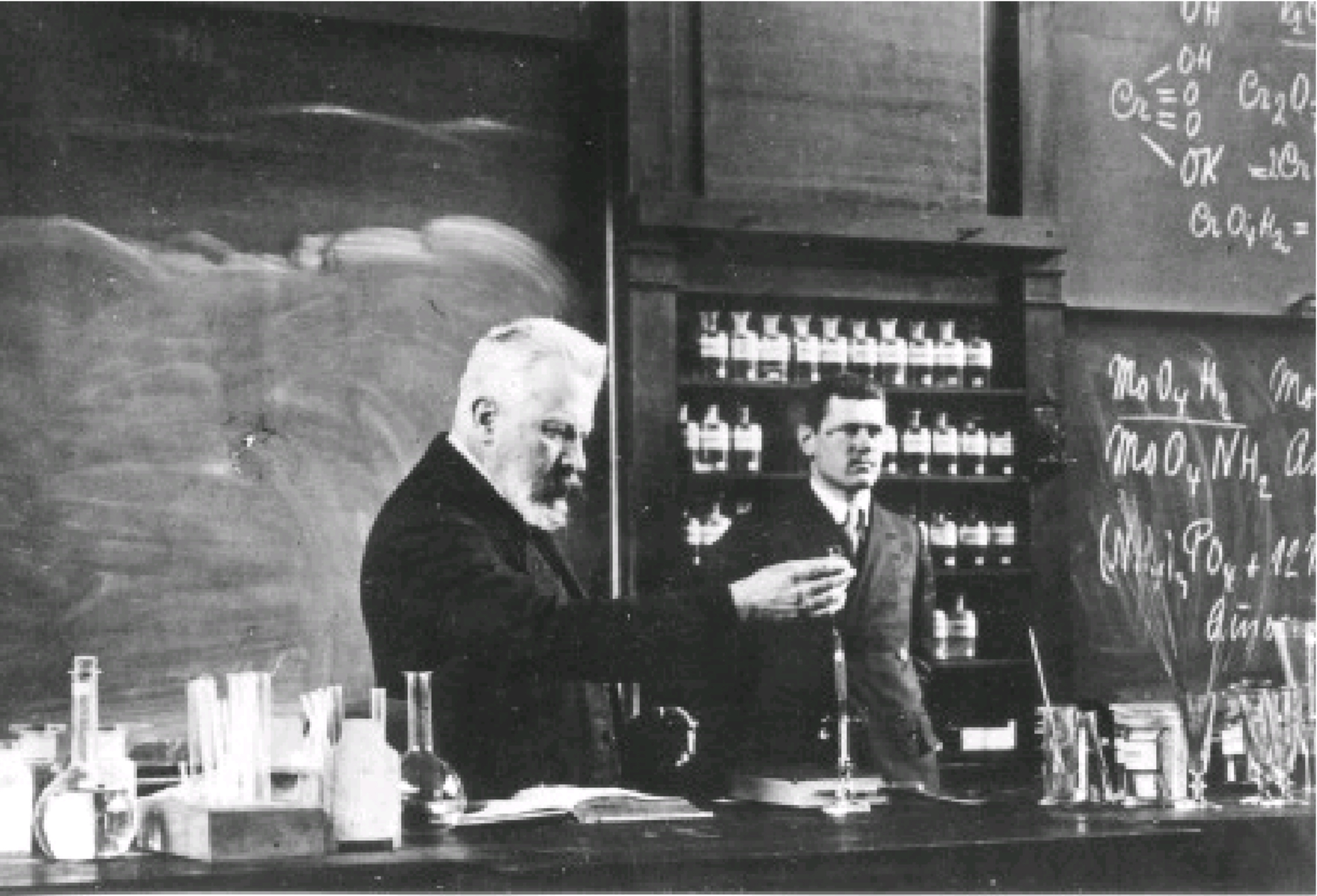
Eduard Buchner w czasie wykładu w Würzburgu (1911–1912)

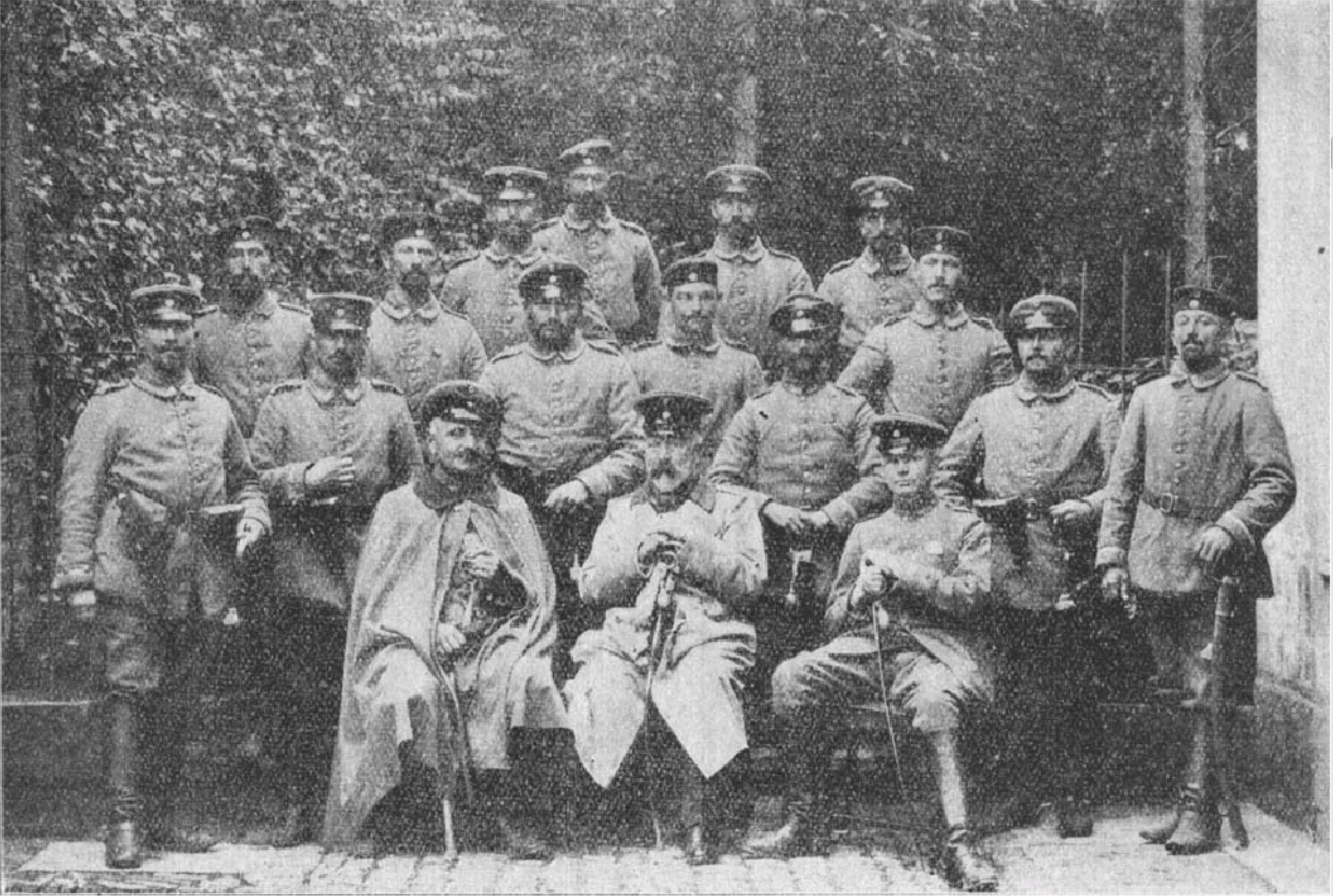
Eduard Buchner w czasie I wojny światowej (1914, Cambrai)

W latach 1893–1909 zajmował stanowisko wykładowcy chemii w:
- Uniwersytecie w Kilonii (1893–1896)
- Uniwersytecie Eberharda Karola w Tybindze, chemia rolna (1896–1898)
- Uniwersytecie Fryderyka Wilhelma w Berlinie (1898–1909)

a w latach 1909–1917 był profesorem chemii na uniwersytetach:
- Wrocławskim (1909–1911)
- Juliusza i Maksymiliana w Würzburgu (1911–1917).

Po wybuchu I wojny światowej zgłosił się ochotniczo do służby w armii niemieckiej. Walczył w stopniu majora. Zmarł w Rumunii (Fokszany) wskutek ran od odłamków szrapnela, odniesionych w bitwie.

## Zakres badań naukowych
Prowadził badania w dziedzinie chemii związków cyklicznych (odkrycie pirazolu) oraz na pograniczu chemii i biologii (fermentacja, drożdże, fermentacja alkoholowa). Był uznawany za  wnikliwego obserwatora i krytycznego interpretatora wyników oświadczeń. Podważył opinie, że fermentacja może być zachodzić tylko z udziałem żywych komórek drożdży (głoszoną, między innymi, przez Ludwika Pasteura). W rezultacie stosunkowo prostych doświadczeń z chemicznie zniszczonymi komórkami drożdży wykazał, że komórki żywe nie są niezbędne do fermentacji, natomiast niezbędne jest wytwarzane przez te komórki białko, enzym (zob. etymologia nazwy i historia odkrycia) nazwany zymazą. Odkrycie to jest uważane za kamień węgielny pod nowoczesną enzymologię. W czasie uroczystości wręczania Nagród Nobla, 11 grudnia 1907 w Sztokholmie, wygłosił wykład zatytułowany Cell-Free Fermentation („fermentacja bezkomórkowa”).

## Publikacje
Opublikował m.in. prace:
- Synthesen von Pyrazol-, Pyrazolin- und Trimethylenderivaten mittels Diazoessigäther : ein Beitrag zur Kenntniss der ringförmigen Atombindun (wyd. F. Straub, Monachium 1891),
- Fortschritte in der Chemie der Gärung, przemówienie inauguracyjne w Hochschule zu Tübingen, 4 lutego 1897 (wyd.  F. Pietzcker, Tübingen 1897)
- Die zymasegärung untersuchungen über den inhalt der hfezellen und die biologische seite des gärungsproblems. Aus dem Hygienischen institut der Kgl. universität München und dem Chem. laboratorium der Kgl. landwirtsch. hochschule zu Berlin, von Eduard Buchner, współautorzy:  Rudolf Rapp, Ludwig Geret, Martin Hahn, Hans Buchner (wyd. R. Oldenbourg, Monachium i Berlin, 1903)[7].

## Odznaczenia i wyróżnienia
Otrzymał Nagrodę Nobla w dziedzinie chemii w roku 1907. W latach 1904–1905 był prezesem Gesellschaft Deutscher Chemiker (Niemieckiego Towarzystwa Chemicznego).

## Życie rodzinne
Eduard Buchner ożenił się w roku 1900 z Lotte Stahl (1876–1963). Mieli dwie córki, Friedel (1901–1983, nauczycielka) i Luise (1903–1904), oraz dwóch synów, Hansa (1905–1981, fizyk) i Rudolfa (1908–1985, historyk).